# Pressão arterial diastólica
Pressão arterial diastólica (PAD) é o menor valor encontrado durante a medida de pressão arterial. Quando se diz 120x80, em que 120 refere-se à pressão arterial sistólica e 80 refere-se à pressão arterial diastólica, ambas medidas em milímetros de mercúrio (mmHg). Este valor refere-se à pressão exercida pelo sangue nas paredes da aorta durante a diástole ventricular.